# دانشگاه ینا

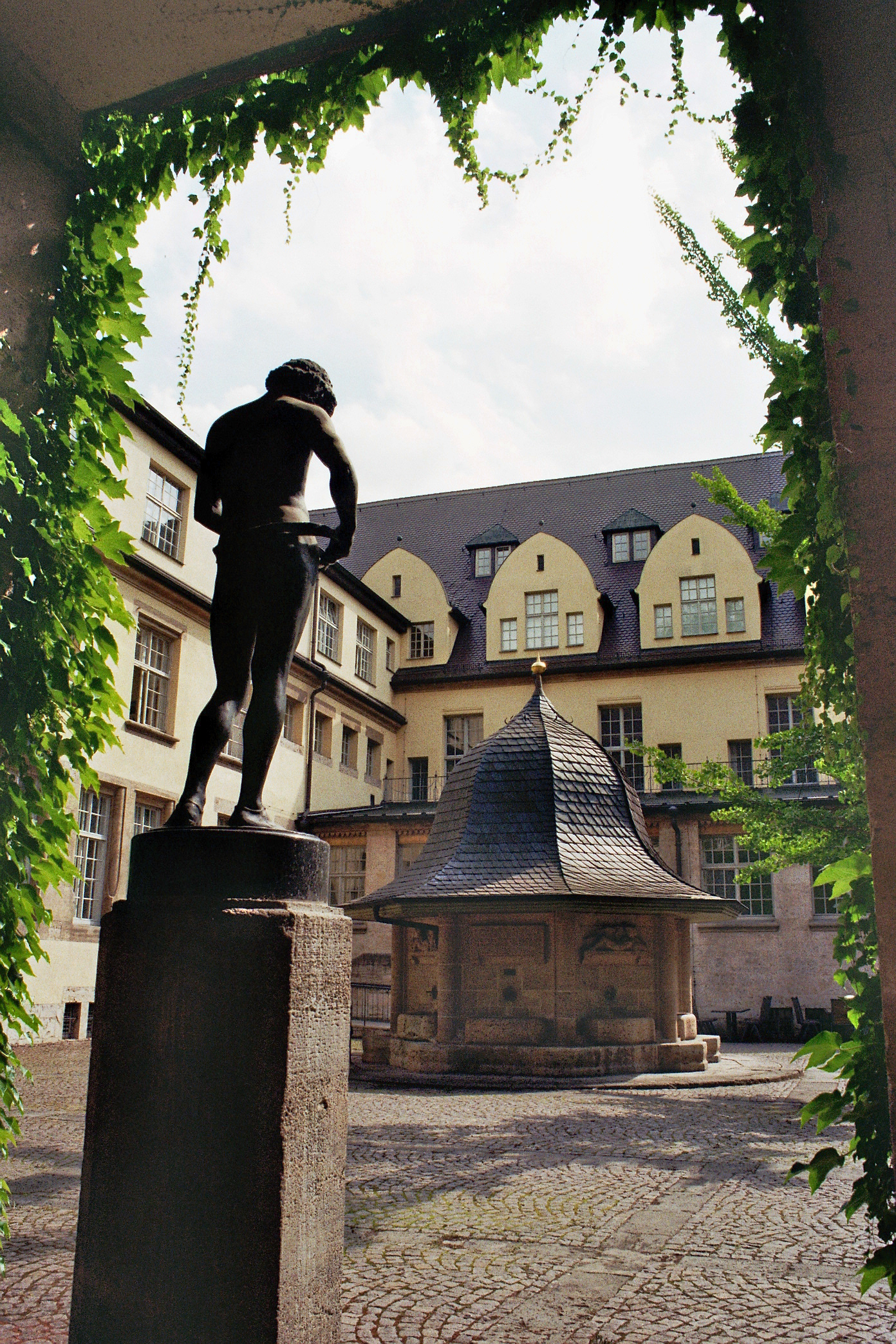
ساختمان قدیمی دانشگاه ینا

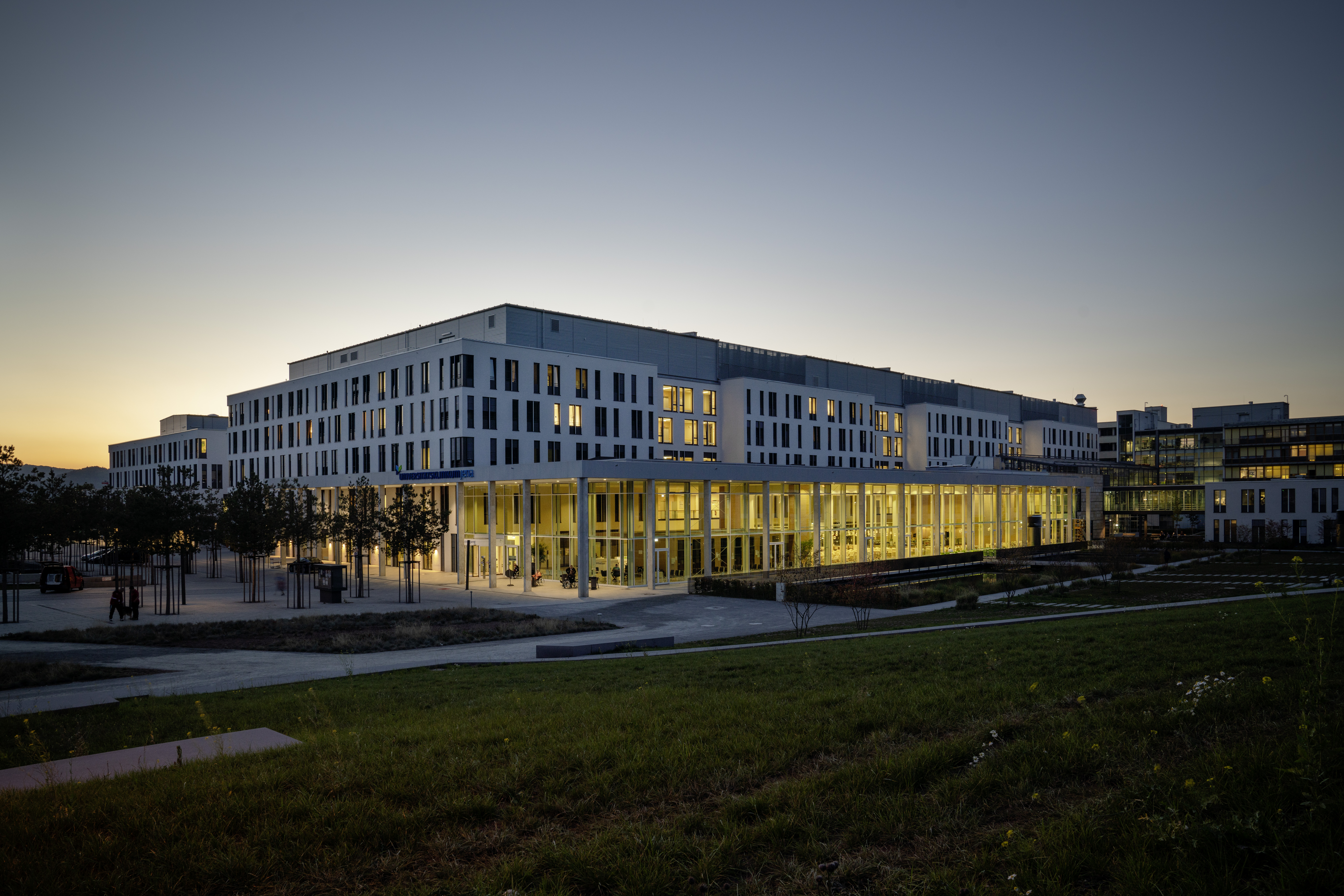
بیمارستان دانشگاهی ینا

دانشگاه فریدریش شیلر ینا (آلمانی: Friedrich-Schiller-Universität Jena) یک دانشگاه دولتی در شهر ینا در ایالت تورینگن آلمان است. این دانشگاه در ۱۵۵۸ میلادی بنیان‌گذاری شده‌است و در میان ده دانشگاه قدیمی آلمان است. تاکنون شش دانش‌آموختهٔ دانشگاه ینا برندهٔ جایزهٔ نوبل شده‌اند که تازه‌ترین آن‌ها در سال ۲۰۰۰ میلادی روی داد، زمانی که هربرت کرومر بروندهٔ جایزهٔ نوبل فیزیک شد. بر اساس رنکینگ جهانی ۲۰۲۳ تایمز این دانشگاه در رتبه ۱۸۹ جهان قرار دارد و عضو گروه کویمبرا میباشد.
این دانشگاه نام شاعر آلمانی، فریدریش شیلر را بر خود دارد که از مدرسان آن بود. در آن زمان، در سدهٔ ۱۹ میلادی، برخی از تأثیرگذارترین اندیشمندان در دانشگاه به تدریس می‌پرداختند. با استادانی مانند یوهان گوتلیب فیشته، گئورگ ویلهلم فریدریش هگل، فریدریش ویلهلم یوزف شلینگ، و کارل ویلهلم فریدریش اشلگل، دانشگاه ینا مرکز آفرینش ایدئالیسم آلمانی و رمانتیسم آغازین دانسته می‌شود.
در ترم زمستان ۲۰۲۱/۲۰۲۲ میلادی، دانشگاه ۱۷۹۱۷ دانشجوی مشغول به تحصیل، و حدود ۴۰۰ پروفسور داشته‌است. رئیس کنونی آن والتر روزنتهال است که از سال ۲۰۱۴ میلادی مشغول به کار است.

## دانشکده‌ها

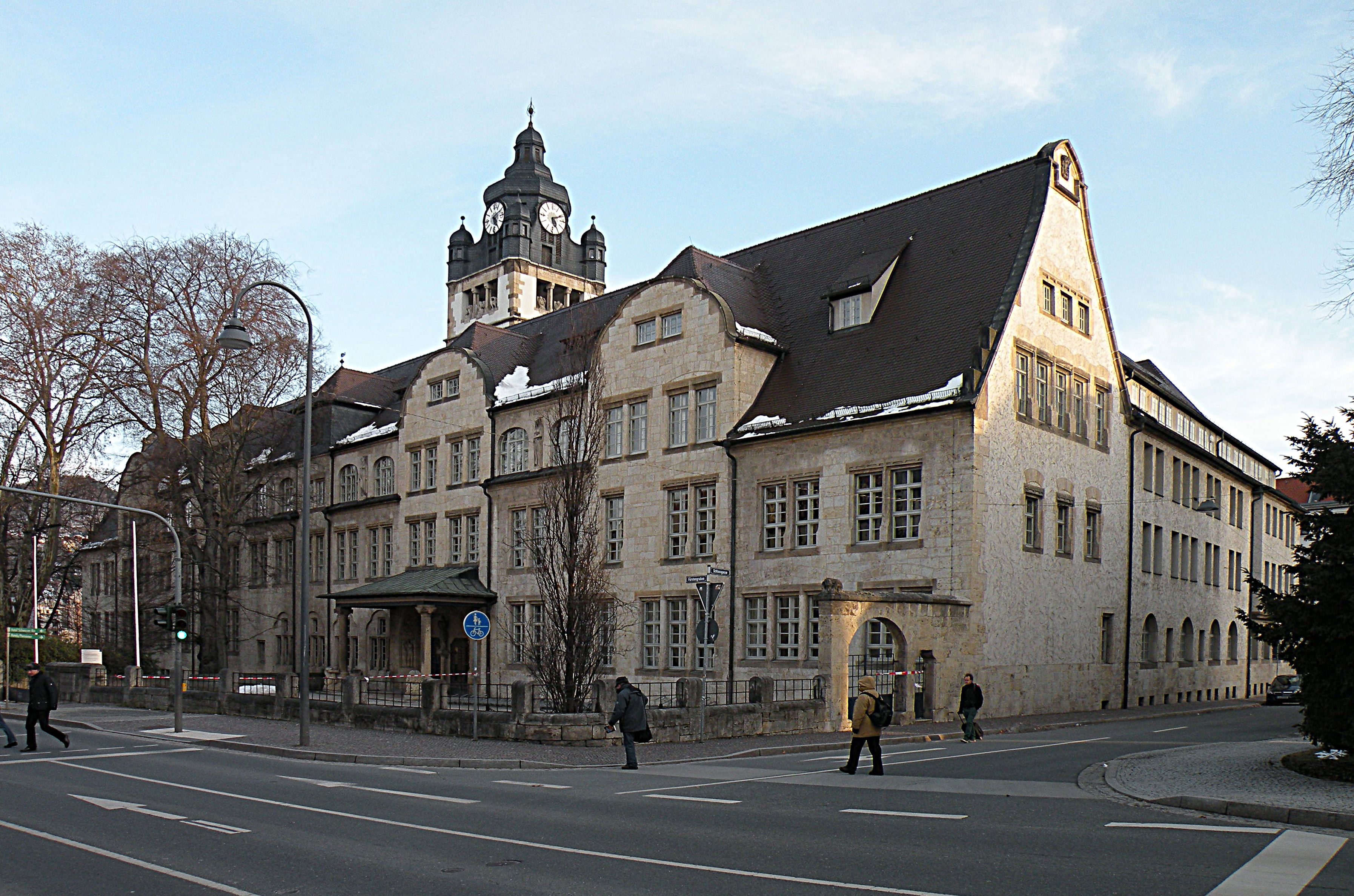
ساختمان قدیمی دانشگاه

دانشگاه دارای ده دانشکده است که عبارتند از:
- الهیات
- حقوق
- اقتصاد و مدیریت اجرایی
- علوم انسانی
- علوم اجتماعی و علوم رفتاری
- ریاضیات و علوم رایانه
- فیزیک و اخترشناسی
- شیمی و علوم زمین
- زیست‌شناسی و داروشناسی
- پزشکی

## دانش‌آموختگان و استادان سرشناس
- آلفرد برم
- رودلف کارناپ
- یوهان گوتلیب فیشته
- گوتلوب فرگه
- رولاند فرایسلر
- پتر گریس

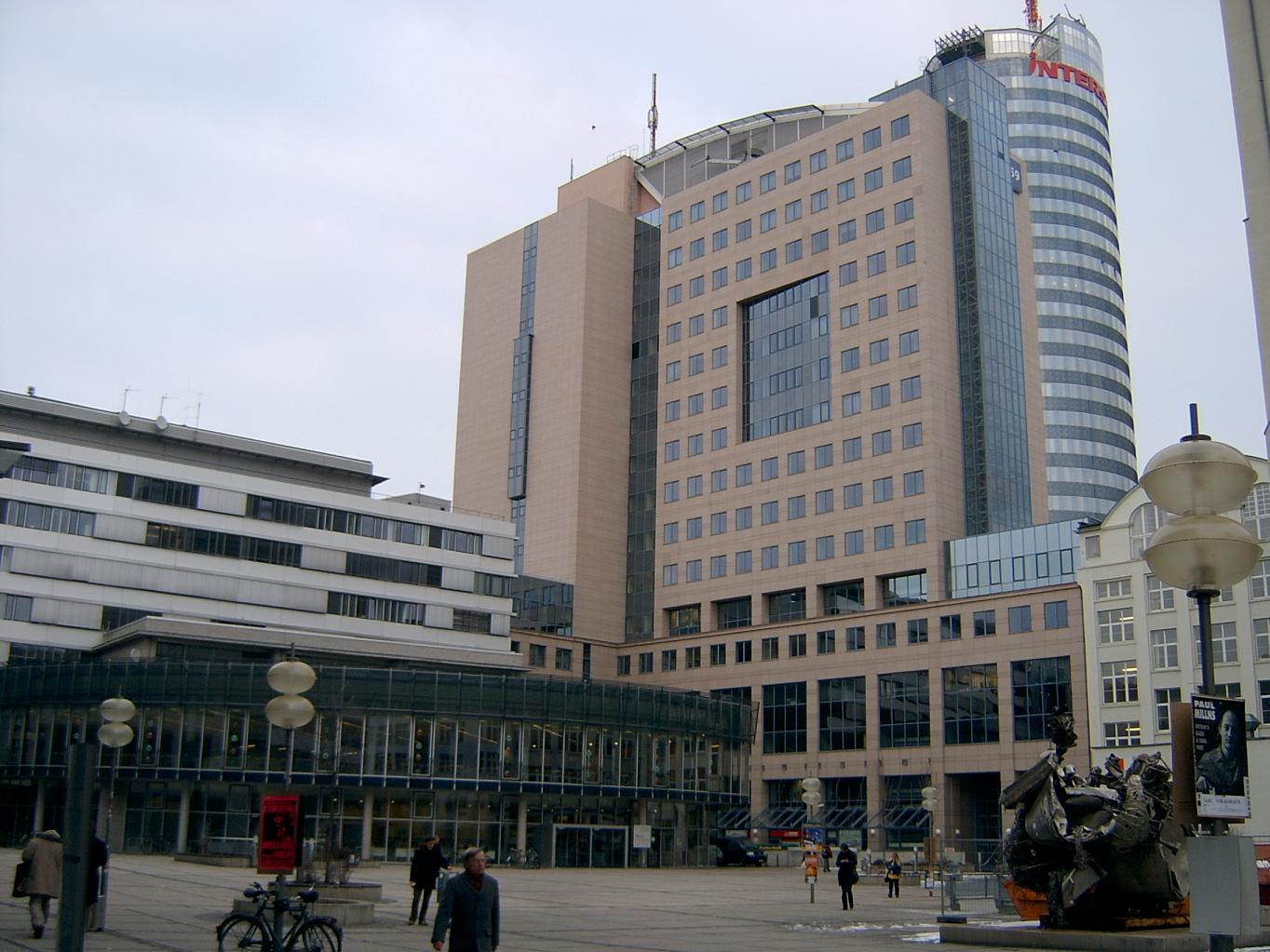
میدان تازه ساخته‌شدهٔ فریدریش شیلر

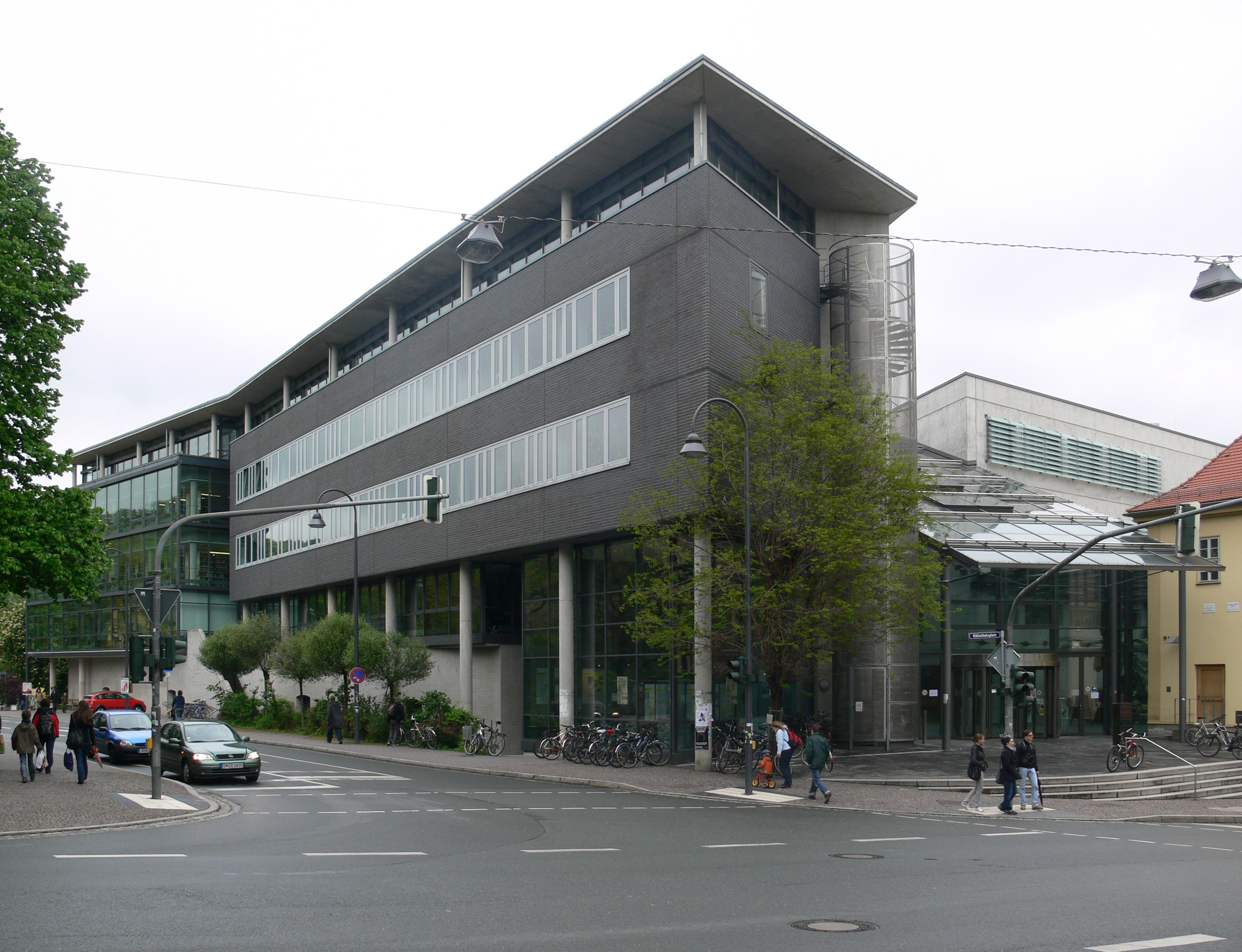
کتابخانهٔ دانشگاه

- گرهارد هاوپتمان (نویسندهٔ برندهٔ جایزهٔ نوبل)
- گئورگ ویلهلم فریدریش هگل
- کارل کرش
- کارل کریستیان فریدریش کراوزه
- هربرت کرومر (فیزیک‌دان برندهٔ جایزهٔ نوبل)

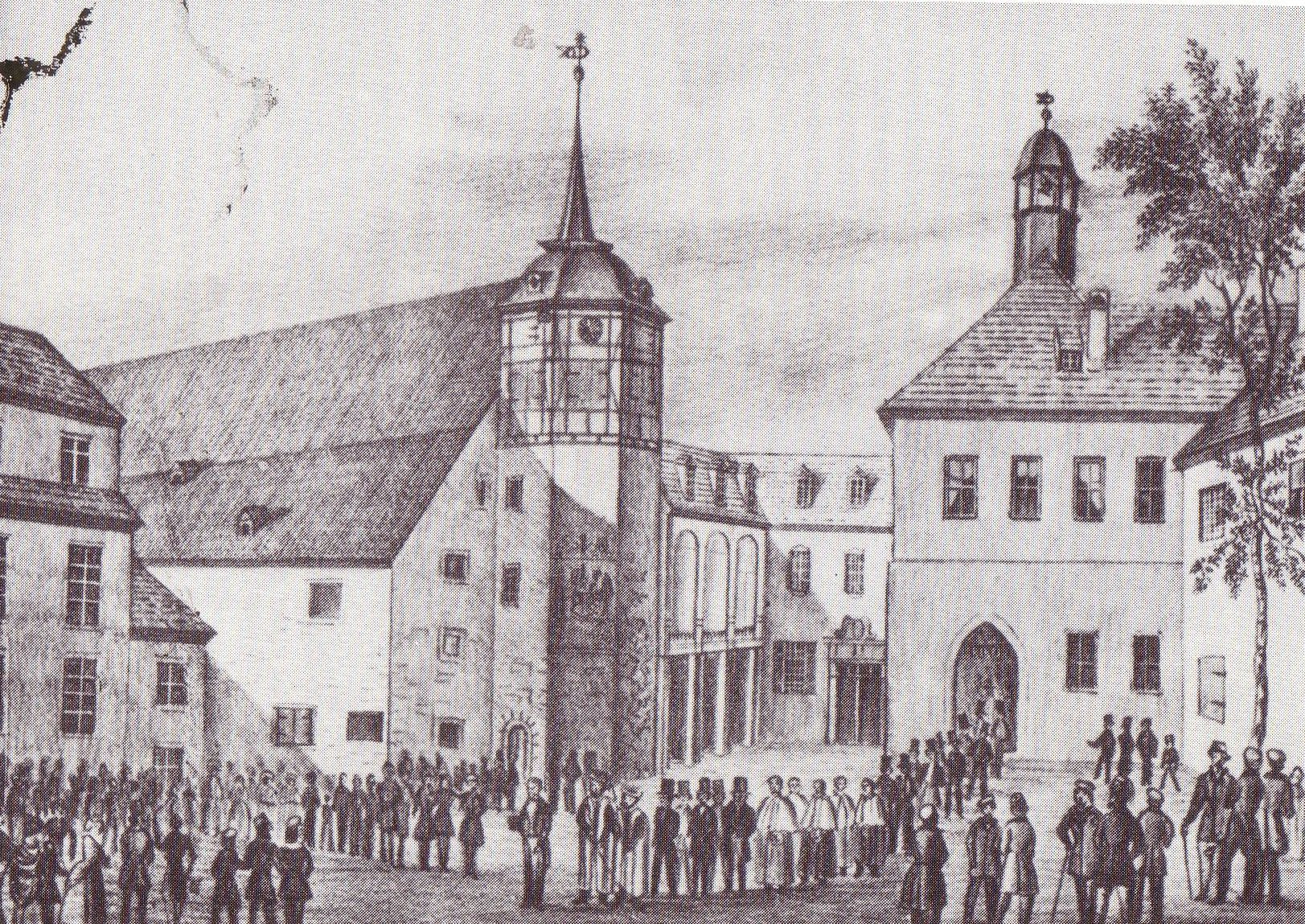
دانشگاه ینا، سال ۱۸۴۸ میلادی

- آوگوست لسکین
- روبرت لای
- کارل مارکس
- ارنست اوت‌والت
- زاموئل فن پوفندرف
- آرتور شوپنهاور
- فریدریش ویلهلم یوزف شلینگ
- فریدریش شیلر
- اوتو شوت
- میشائل اشتیفل
- دانشگاه ینا، سال ۱۸۴۸ میلادیکورت توخولسکی
- کریستا ولف
- کریستیان ولف
- کارل زایس